# Étienne Turquet

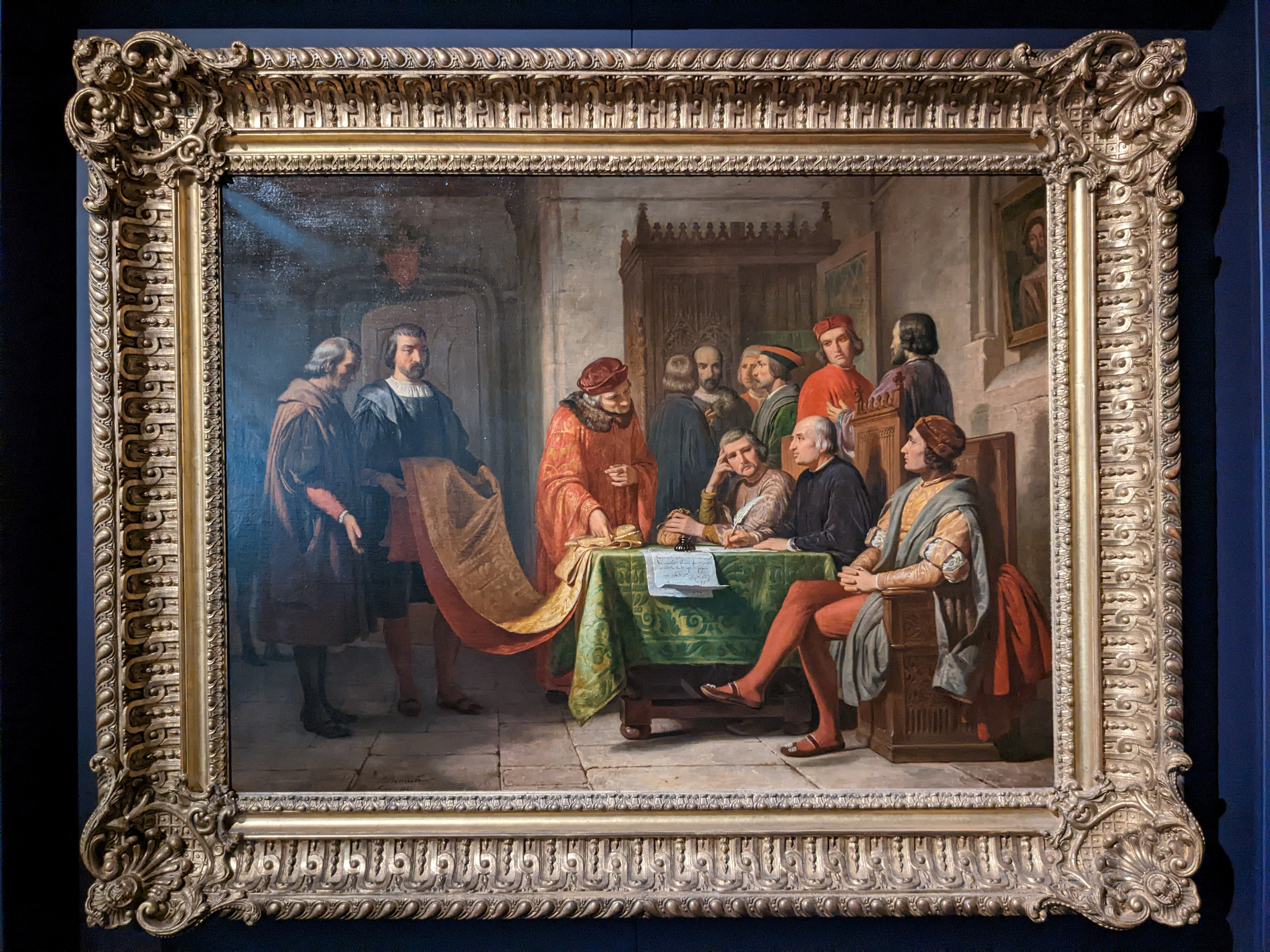

Étienne Turquet (właściwie Étienne Turchetti, ur. 1495 – zm. 1560) – włoski kupiec działający we francuskim Lyonie w XVI wieku, twórca przemysłu jedwabnego w Królestwie Francji.
Turchetti urodził się w Chieri, we Włoszech, tam też rozpoczął pracę jako kupiec, od 1524 roku handlował głównie w Lyonie, gdzie posługiwał się nazwiskiem Turquet. W 1536 roku Turquet razem z kupcem Barthélemy Narisem postanowił założyć manufakturę zajmującą się produkcją jedwabiu. Do tej pory surowiec ten, choć bardzo popularny był także drogi, gdyż sprowadzano go z zagranicy. Turquet uzyskał poparcie króla Franciszka I i uruchomił szybko zakład. Do pracy zatrudnił głównie ludzi z nizin społecznych, głównie osierocone dzieci, które dotychczas zajmowały się głównie żebraniem na ulicach miasta. W 1540 Turquet otrzymał od króla monopol na prowadzenie zakładów produkujących jedwab, co przyczyniło się do jego znacznego wzbogacenia, szczególnie, że dzięki zmianom w procesie produkcji i podzieleniu jej na etapy powierzane kilku różnym pracownikom udało mu się znacząco zwiększyć wydajność. W XVII wieku Lyon był już europejską stolicą przemysłu jedwabnego, tylko w tym jednym mieście istniało już ponad 14 tysięcy manufaktur zajmujących się działających na tym rynku.
Jego żoną była Claudine Clavel, córka kupca Clude'a Clavela, członka władz miejskich Lyonu, zaś wnukiem fizyk, Theodore de Mayerne.